# Gabriel Byrne
Gabriel James Byrne (irsk: Gabriel Séamas Ó Broin; født 12. maj 1950) er en irsk skuespiller, instruktør, producer og manuskriptforfatter, bedst kendt for sine roller i Miller's Crossing og The Usual Suspects.

## Filmografi

### Film
| År   | Titel                                    | Rolle                                 | Noter                               |
| ---- | ---------------------------------------- | ------------------------------------- | ----------------------------------- |
| 1978 | On a Paving Stone Mounted                | Unknown                               |                                     |
| 1981 | Love Is ...                              | Larry                                 |                                     |
| 1981 | Excalibur                                | Uther Pendragon                       |                                     |
| 1983 | Hanna K.                                 | Joshua Herzog                         |                                     |
| 1983 | The Keep                                 | Sturmbannfuhrer Erich Kaempffer       |                                     |
| 1984 | Reflections                              | William Masters                       |                                     |
| 1985 | Defence of the Realm                     | Nick Mullen                           |                                     |
| 1986 | Gothic                                   | Lord Byron                            |                                     |
| 1987 | Lionheart                                | The Black Prince                      |                                     |
| 1987 | Hello Again                              | Dr. Kevin Scanlon                     |                                     |
| 1987 | Julia and Julia                          | Paolo Vinci                           |                                     |
| 1987 | Siesta                                   | Augustine                             |                                     |
| 1988 | The Courier                              | Val                                   |                                     |
| 1989 | A Soldier's Tale                         | Saul                                  |                                     |
| 1989 | Diamond Skulls                           | Lord Hugo Bruckton                    |                                     |
| 1990 | Miller's Crossing                        | Tom Reagan                            |                                     |
| 1990 | Shipwrecked                              | Lieutenant John Merrick               |                                     |
| 1992 | Into the West                            | Papa Reilly                           | Also associate producer             |
| 1992 | Cool World                               | Jack Deebs                            |                                     |
| 1993 | Point of No Return                       | Bob                                   | aka The Assassin                    |
| 1993 | A Dangerous Woman                        | Colin Mackey                          |                                     |
| 1993 | In the Name of the Father                | N/A                                   | Executive producer                  |
| 1994 | A Simple Twist of Fate                   | John Newland                          |                                     |
| 1994 | Trial by Jury                            | Daniel Graham                         |                                     |
| 1994 | Little Women                             | Professor Friedrich Bhaer             |                                     |
| 1994 | Prinsen af Jylland                       | Fenge                                 |                                     |
| 1995 | The Usual Suspects                       | Dean Keaton / Keyser Söze (flashback) |                                     |
| 1995 | Dead Man                                 | Charlie Dickinson                     |                                     |
| 1995 | Frankie Starlight                        | Jack Kelly                            |                                     |
| 1996 | Mad Dog Time                             | Ben London                            |                                     |
| 1996 | The Last of the High Kings               | Jack Griffin                          | Also writer and executive producer  |
| 1996 | Somebody Is Waiting                      | Roger Ellis                           | Also executive producer             |
| 1996 | Dr. Hagard's Disease                     | Unknown                               | Unreleased; also executive producer |
| 1997 | Frøken Smillas fornemmelse for sne       | The Mechanic                          |                                     |
| 1997 | The End of Violence                      | Ray Bering                            |                                     |
| 1997 | This Is the Sea                          | Rohan                                 |                                     |
| 1998 | Polish Wedding                           | Bolek                                 |                                     |
| 1998 | Manden med jernmasken                    | D'Artagnan                            |                                     |
| 1998 | The Brylcreem Boys                       | Sean O'Brien                          | Also co-producer                    |
| 1998 | Quest for Camelot                        | Sir Lionel (stemme)                   |                                     |
| 1998 | Enemy of the State                       | NSA Agent Fake Brill                  |                                     |
| 1999 | Stigmata                                 | Father Andrew Kiernan                 |                                     |
| 1999 | End of Days                              | The Man / Satan                       |                                     |
| 2000 | Canone inverso                           | The Violinist ('Jeno Varga')          |                                     |
| 2000 | Mad About Mambo                          | N/A                                   | Executive producer                  |
| 2002 | Virginia's Run                           | Ford Lofton                           |                                     |
| 2002 | Spider                                   | Bill Cleg                             |                                     |
| 2002 | Emmett's Mark                            | Jack Marlow / Stephen Bracken         |                                     |
| 2002 | Horses: The Story of Equus               | Narrator (voice)                      |                                     |
| 2002 | Ghost Ship                               | Captain Sean Murphy                   |                                     |
| 2003 | Shade                                    | Charlie Miller                        |                                     |
| 2003 | Flight from Death                        | Narrator (stemme)                     |                                     |
| 2004 | Vanity Fair                              | The Marquess of Steyne                |                                     |
| 2004 | P.S.                                     | Peter Harrington                      |                                     |
| 2004 | The Bridge of San Luis Rey               | Brother Juniper                       |                                     |
| 2005 | Assault on Precinct 13                   | Captain Marcus Duvall                 |                                     |
| 2005 | Wah-Wah                                  | Harry Compton                         |                                     |
| 2006 | Played                                   | Eddie                                 |                                     |
| 2006 | Jindabyne                                | Stewart Kane                          |                                     |
| 2007 | Emotional Arithmetic                     | Christopher Lewis                     |                                     |
| 2008 | 2:22                                     | Detective Swain                       | Uncredited                          |
| 2009 | Butte, America                           | Narrator (voice)                      |                                     |
| 2009 | Perrier's Bounty                         | The Reaper (voice)                    |                                     |
| 2009 | Leningrad                                | Phillip Parker                        |                                     |
| 2012 | Le Capital                               | Dittmar Rigule                        |                                     |
| 2012 | I, Anna                                  | Detective Bernie Reid                 |                                     |
| 2013 | Just a Sigh (Le Temps de l'aventure)     | Doug                                  |                                     |
| 2013 | All Things to All Men                    | Joseph Corsco                         |                                     |
| 2014 | Vampire Academy                          | Victor Dashkov                        |                                     |
| 2015 | The 33                                   | André Sougarret                       |                                     |
| 2015 | Louder Than Bombs                        | Gene Reed                             |                                     |
| 2015 | Nobody Wants the Night                   | Bram Trevor                           |                                     |
| 2016 | Carrie Pilby                             | Mr. Daniel Pilby                      |                                     |
| 2016 | No Pay, Nudity                           | Lawrence Rose                         |                                     |
| 2017 | Mad to Be Normal                         | Jim                                   |                                     |
| 2017 | Lies We Tell                             | Donald                                |                                     |
| 2018 | In the Cloud                             | Doc Wolff                             |                                     |
| 2018 | An L.A. Minute                           | Ted Gold                              |                                     |
| 2018 | Hereditary                               | Steve Graham                          | Also executive producer             |
| 2018 | Atlantic Salmon: Lost at Sea             | Narrator (stemme)                     |                                     |
| 2020 | Lost Girls                               | Richard Dormer                        |                                     |
| 2020 | Death of a Ladies' Man                   | Samuel O'Shea                         |                                     |
| 2022 | Murder at Yellowstone City               | Sheriff James Ambrose                 |                                     |
| 2022 | Lamborghini: The Man Behind the Legend   | Enzo Ferrari                          |                                     |
| 2022 | The Boy, The Mole, The Fox And The Horse | The Horse (Stemme)                    | Short film                          |
| 2023 | Dance First                              | Samuel Beckett                        | Post-production                     |
| 2024 | Ballerina                                |                                       | Post-production                     |

### Tv-serier
| År        | Titel                              | Rolle                        | Noter                                      |
| --------- | ---------------------------------- | ---------------------------- | ------------------------------------------ |
| 1978–1979 | The Riordans                       | Pat Barry                    | Drama series                               |
| 1980–1982 | Bracken                            | Pat Barry                    | Drama series                               |
| 1981      | Strangers                          | Johnny Maguire               | Episode: "The Flowers of Edinburgh"        |
| 1981      | The Search for Alexander the Great | Ptolemy                      | 4 episodes                                 |
| 1982      | Joyce in June                      | Keogh / Blazes Boylan        | Television film                            |
| 1983      | Wagner                             | Karl Ritter                  | 3 episodes                                 |
| 1985      | Christopher Columbus               | Christopher Columbus         | 4 episodes                                 |
| 1985      | Mussolini: The Untold Story        | Vittorio Mussolini           | 6 episodes                                 |
| 1993      | Intimate Portrait                  | Fortæller (stemme)           | Episode: "Kim Cattrall"                    |
| 1994      | Screen Two                         | The Good Thief               | Episode: "All Things Bright and Beautiful" |
| 1995      | Buffalo Girls                      | Teddy Blue                   | Television film                            |
| 1995      | Saturday Night Live                | Himself / Various Characters | Episode: "Gabriel Byrne/Alanis Morissette" |
| 1996      | Draíocht                           | Father                       | Television film                            |
| 1997      | Glenroe                            | Pat Barry                    | Episode: "Miley's New Bullock"             |
| 1997      | Weapons of Mass Distraction        | Lionel Powers                | Television film                            |
| 2000      | Madigan Men                        | Ben Madigan                  | 12 episodes; also co-executive producer    |
| 2008–2010 | In Treatment                       | Dr. Paul Weston              | 106 episodes                               |
| 2012      | Secret State                       | Tom Dawkins                  | 4 episodes                                 |
| 2013      | Vikings                            | Earl Haraldson               | 6 episodes                                 |
| 2014      | Quirke                             | Quirke                       | 3 episodes                                 |
| 2016      | Marco Polo                         | Pope Gregory X               | Episode: "Let God's Work Begin"            |
| 2018      | Maniac                             | Porter Milgrim               | 5 episodes                                 |
| 2019–2022 | The War of the Worlds              | Bill Ward                    | 24 episodes                                |
| 2020      | ZeroZeroZero                       | Edward Lynwood               | 2 episodes                                 |